# Akiko Suzuki
Akiko Suzuki (japonês: 鈴木 明子, Hepburn: Suzuki Akiko, Toyohashi, Aichi, 28 de março de 1985) é uma ex-patinadora artística japonesa. Ela foi medalhista de bronze no Campeonato Mundial de Patinação Artística no Gelo em 2012, realizado em Nice, França, três vezes finalista no Grand Prix Final (prata em 2011, bronze em 2009 e em 2012, duas vezes medalha de prata (2010, 2013) no Campeonato dos Quatro Continentes de Patinação Artística no Gelo, campeã da Universíada de Inverno, e campeã do Campeonato Japonês de Patinação Artística no Gelo em 2014.

## Vida Pessoal
Akiko treina em Nagoya, no Japão. Seu plano após encerrar a carreira de atleta é tornar-se coreógrafa. Em 2003, Suzuki sofreu de anorexia nervosa, o que a obrigou a se ausentar das competições, regressando às mesmas após ser incentivada pela vitória de Shizuka Arakawa, no campeonato mundial de 2004.

## Principais resultados
| Resultados | Resultados        | Resultados    | Resultados       | Resultados        | Resultados      | Resultados        | Resultados    | Resultados      | Resultados      | Resultados        | Resultados        | Resultados       | Resultados        | Resultados        | Resultados       | Resultados      |
| Internacional | Internacional     | Internacional | Internacional    | Internacional     | Internacional   | Internacional     | Internacional | Internacional   | Internacional   | Internacional     | Internacional     | Internacional    | Internacional     | Internacional     | Internacional    | Internacional   |
| Evento/Temporada | 1998– 1999        | 1999– 2000    | 2000– 2001       | 2001– 2002        | 2002– 2003      |                   | 2004– 2005    | 2005– 2006      | 2006– 2007      | 2007– 2008        | 2008– 2009        | 2009– 2010       | 2010– 2011        | 2011– 2012        | 2012– 2013       | 2013– 2014      |
| --- | ----------------- | ------------- | ---------------- | ----------------- | --------------- | ----------------- | ------------- | --------------- | --------------- | ----------------- | ----------------- | ---------------- | ----------------- | ----------------- | ---------------- | --------------- |
| Jogos Olímpicos |                   |               |                  |                   |                 |                   |               |                 |                 |                   | 8.ª               |                  |                   |                   | 8.ª              |                 |
| Campeonato Mundial |                   |               |                  |                   |                 |                   |               |                 |                 |                   | 11.ª              |                  | Medalha de bronze | 12.ª              | 16.ª             |                 |
| Campeonato dos Quatro Continentes |                   |               |                  | 8.ª               |                 |                   |               |                 |                 | 8.ª               | Medalha de ouro   | 7.ª              |                   | Medalha de prata  |                  |                 |
| GP Grand Prix Final |                   |               |                  |                   |                 |                   |               |                 |                 |                   | Medalha de bronze | 4.ª              | Medalha de prata  | Medalha de bronze |                  |                 |
| GP Cup of China |                   |               |                  |                   |                 |                   |               |                 |                 |                   | Medalha de ouro   | Medalha de prata |                   |                   |                  |                 |
| GP Rostelecom Cup |                   |               |                  |                   |                 |                   |               |                 |                 |                   |                   | Medalha de prata |                   |                   |                  |                 |
| GP Skate Canada International |                   |               |                  |                   |                 |                   |               |                 |                 |                   | 5.ª               |                  | Medalha de prata  | Medalha de prata  | Medalha de prata |                 |
| Finlandia Trophy |                   |               |                  |                   |                 |                   |               |                 |                 | Medalha de ouro   |                   | Medalha de ouro  |                   |                   | Medalha de prata |                 |
| Golden Spin of Zagreb |                   |               |                  |                   |                 |                   | 7.ª           |                 | Medalha de ouro |                   |                   |                  |                   |                   |                  |                 |
| International Challenge Cup |                   |               |                  |                   |                 |                   |               |                 | Medalha de ouro |                   |                   |                  |                   |                   |                  |                 |
| Nebelhorn Trophy |                   |               |                  |                   |                 |                   |               |                 |                 | Medalha de bronze |                   |                  |                   |                   |                  |                 |
| Triglav Trophy |                   |               |                  |                   |                 |                   |               |                 |                 |                   |                   | Medalha de ouro  |                   |                   |                  |                 |
| Universíada |                   |               |                  |                   |                 | 8.ª               |               | Medalha de ouro |                 |                   |                   |                  |                   |                   |                  |                 |
| Jogos de Inverno da Nova Zelândia |                   |               |                  |                   |                 |                   |               |                 |                 |                   | Medalha de ouro   |                  |                   |                   |                  |                 |
| Internacional – Júnior |                   |               |                  |                   |                 |                   |               |                 |                 |                   |                   |                  |                   |                   |                  |                 |
| Evento/Temporada | 1998– 1999        | 1999– 2000    | 2000– 2001       | 2001– 2002        | 2002– 2003      |                   | 2004– 2005    | 2005– 2006      | 2006– 2007      | 2007– 2008        | 2008– 2009        | 2009– 2010       | 2010– 2011        | 2011– 2012        | 2012– 2013       | 2013– 2014      |
| Campeonato Mundial Júnior |                   |               | 7.ª              |                   |                 |                   |               |                 |                 |                   |                   |                  |                   |                   |                  |                 |
| JGP JGP Final |                   |               |                  | Medalha de bronze |                 |                   |               |                 |                 |                   |                   |                  |                   |                   |                  |                 |
| JGP JGP China |                   |               |                  |                   | 5.ª             |                   |               |                 |                 |                   |                   |                  |                   |                   |                  |                 |
| JGP JGP Estados Unidos |                   |               |                  |                   | Medalha de ouro |                   |               |                 |                 |                   |                   |                  |                   |                   |                  |                 |
| JGP JGP Japão |                   |               |                  | Medalha de ouro   |                 |                   |               |                 |                 |                   |                   |                  |                   |                   |                  |                 |
| JGP JGP Noruega |                   |               | 8.ª              |                   |                 |                   |               |                 |                 |                   |                   |                  |                   |                   |                  |                 |
| JGP JGP República Tcheca |                   |               |                  | Medalha de bronze |                 |                   |               |                 |                 |                   |                   |                  |                   |                   |                  |                 |
| JGP JGP Ucrânia |                   |               | 6.ª              |                   |                 |                   |               |                 |                 |                   |                   |                  |                   |                   |                  |                 |
| Triglav Trophy | Medalha de prata  |               |                  |                   |                 |                   |               |                 |                 |                   |                   |                  |                   |                   |                  |                 |
| Nacional |                   |               |                  |                   |                 |                   |               |                 |                 |                   |                   |                  |                   |                   |                  |                 |
| Campeonato Japonês |                   |               | 4.ª              | 4.ª               | 9.ª             |                   | 12.ª          | 12.ª            | 10.ª            | 5.ª               | 4.ª               | Medalha de prata | 4.ª               | Medalha de prata  | 4.ª              | Medalha de ouro |
| Campeonato Japonês – Júnior | Medalha de bronze | 5.ª           | Medalha de prata | 5.ª               | 5.ª             | Medalha de bronze | 5.ª           |                 |                 |                   |                   |                  |                   |                   |                  |                 |
| Equipes |                   |               |                  |                   |                 |                   |               |                 |                 |                   |                   |                  |                   |                   |                  |                 |
| Troféu Mundial por Equipes |                   |               |                  |                   |                 |                   |               |                 |                 |                   |                   |                  |                   | 1T/1P             | 3T/1P            |                 |
| Japan Open |                   |               |                  |                   |                 |                   |               |                 |                 |                   |                   |                  | 3T/3P             | 1T/3P             |                  |                 |
| |                   |               |                  |                   |                 |                   |               |                 |                 |                   |                   |                  |                   |                   |                  |                 |
| Legenda: GP = Grand Prix; JGP = Grand Prix Júnior; T = Posição da equipe; P = Posição individual; Competição não foi disputada nesta temporada |                   |               |                  |                   |                 |                   |               |                 |                 |                   |                   |                  |                   |                   |                  |                 |